# Conirostre cendré
Conirostrum cinereum
Espèce
Statut de conservation UICN

 LC  : Préoccupation mineure
Le Conirostre cendré (Conirostrum cinereum), également appelé Sucrier à front blanc, est une espèce de passereaux de la famille des Thraupidae.

## Répartition géographique
Son aire s'étend du sud de la Colombie au nord du Chili.

## Sous-espèces

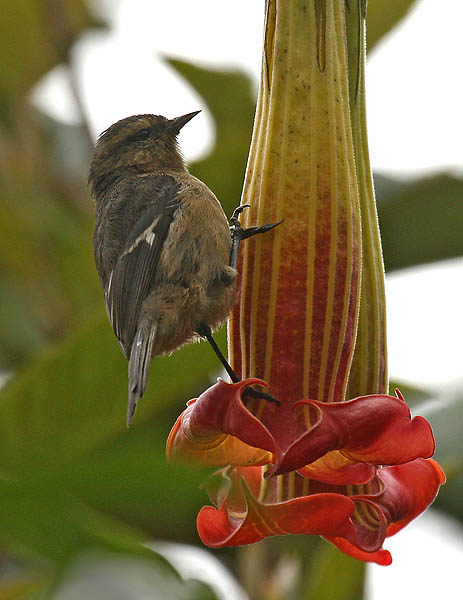
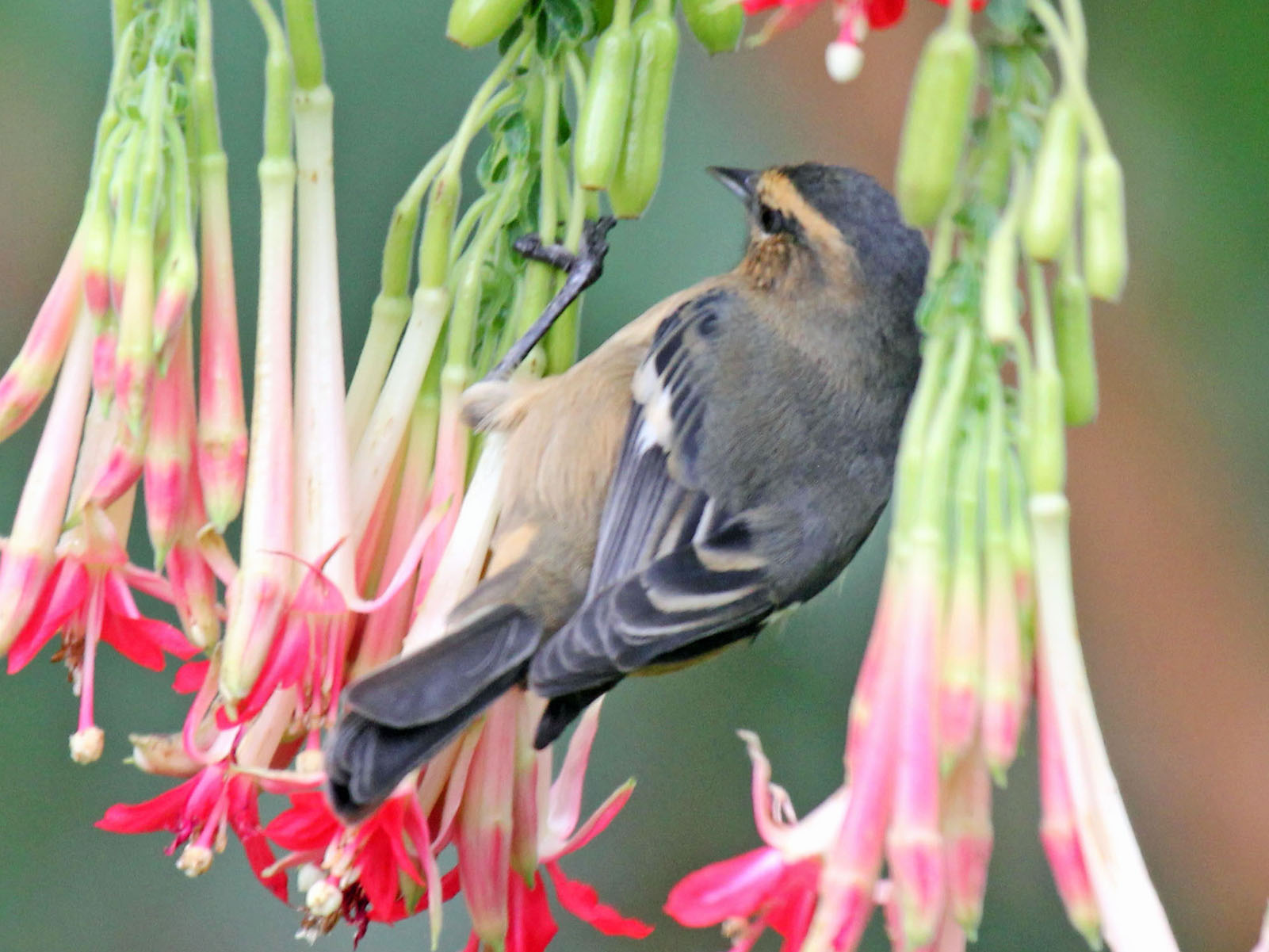

- Conirostrum cinereum cinereum
- Conirostrum cinereum fraseri
- Conirostrum cinereum littorale